# Siniscola
Siniscola är en ort och kommun i provinsen Nuoro i regionen Sardinien i Italien. Kommunen hade 11 531 invånare (2017).